# 潘存性
潘存性，浙江餘姚人，明朝政治人物、進士出身。
洪武十八年，登進士，官至兵科給事中。